# Dollerup Kirke
Dollerup Kirke er sognekirke i Dollerup Sogn som sammen med Finderup Sogn og Ravnstrup Sogn udgør et pastorat.
Kirken er beliggende på toppen af en bakkekam i den vestlige del af landsbyen Dollerup.
Dollerup Kirke er en kullet (dvs en kirke uden tårn) landsbykirke, bygget af granitkvadre i romansk stil omkring 1200. Kirken tilhørte indtil 1910 ejerne af Hald Hovedgård.
Både i sit ydre og i sit indre er kirken ganske enkel. Den består af skib og kor. De oprindelige døre er muret til, og i stedet er der indgang gennem et nyere våbenhus ved kirkens vestgavl. Den lille klokke er ophængt på korets østgavl. Tagbeklædningen er tegl.
Altertavle og prædikestol er i barokstil fra omkring år 1600. Altertavlens malerier er fra 1700-tallet. Maleriet i midterfeltet forestiller en nadverscene. Døbefonten er en gammel romansk granitfont. På nordvæggen hænger et krucifiks, som formentlig stammer fra 1400-tallet. Et kirkeskib er af ny dato.
Kirkerummet er blev restaureret i 2009.